# Mount Evans, Alberta
Mount Evans är ett berg i Kanada.   Det ligger i provinsen Alberta, i den centrala delen av landet, 3 100 km väster om huvudstaden Ottawa. Toppen på Mount Evans är 2 589 meter över havet.
Terrängen runt Mount Evans är huvudsakligen bergig. Trakten runt Mount Evans är nära nog obefolkad, med mindre än två invånare per kvadratkilometer.. Det finns inga samhällen i närheten. 
Trakten runt Mount Evans är permanent täckt av is och snö.